# I'm in Love with a Monster
I'm In Love with a Monster es una canción grabada por la agrupación femenina estadounidense Fifth Harmony para la banda sonora de la película animada de 2015, Hotel Transylvania 2. Fue escrito por Harmony Samuels, por Carmen Reece, por Sarah Mancuso, Edgar Etienne y Ericka Coulter con la producción dirigida por Samuels. Fue lanzado a las plataformas digitales el 14 de agosto de 2015 a través Epic Records y Syco Music y servido a la radio contemporánea de los Estados Unidos cuatro días más tarde, el 18 de agosto. "Estoy enamorado de un monstruo" es una canción pop que mezcla elementos de R&B, soul, rock y hip hop con ritmos "jazz" junto con ritmos pesados y funky. Los críticos hicieron comparaciones con el estilo musical de grupos de chicas como The Supremes.
Líricamente, la pista trata de alguien que está enamorado de una persona traviesa, usando "monstruo" como una hipérbole para describir su personalidad. La canción no logró entrar en las listas nacionales e internacionales, pero entró en las listas de Bélgica, alcanzando el número 23. Su video musical se estrenó en la cartelera de Sony en Times Square el 27 de agosto de 2015 y cuenta con el grupo bailando en frente y dentro de un hotel con actores vestidos como monstruos, en referencia a la adición de la canción en la película. Cada miembro jugó un personaje para este video. Las actuaciones en directo para esta pista incluyeron The Late Late Show, presentado por James Corden y una actuación especial de radio en On Air con Ryan Seacrest.

## Grabación y Lanzamiento
El anuncio del artista implicado en la pista para el hotel Transylvania 2 primero fue hecho público por Lia Vollack, presidente de WorldWide Music para Sony Pictures Animation, el 16 de junio de 2015. Al hacer el anuncio en un comunicado de prensa, Vollack comentó que había "pocos grupos por ahí" que pudieran coincidir con el "increíblemente divertido sentir" y la "visión animada" que Genndy Tartakovsky trajo a la película y dijo que Fifth Harmony "era lo que buscaba". Según Vollack, la pista era exactamente lo que "estábamos esperando". Un adelanto de "I'm In Love with a Monster" apareció en el primer tráiler de la película que fue lanzado el 17 de junio de 2015. La canción fue lanzada para la descarga digital el 14 de agosto.
"I'm In Love with a Monster" fue escrito por Harmony Samuels, Carmen Reece, Sarah Mancuso, Edgar Etienne y Ericka Coulter. Samuels también produjo la pista, además de ser responsable de la parte instrumental de la canción. Al hablar sobre el trabajo con el grupo, Samuels, quien previamente trabajó en la pista de Reflection, "Body Rock", dijo que las chicas sabían "trabajar entre sí" y hacían del proceso de producción "un trabajo muy fácil". En otras entrevistas, llamó al grupo "maduro" y que después de varios años grabando música, ellos "están comenzando a explorar sus individualidades", que era un objetivo que producía esta pista.

## Recepción de la Crítica
"I'm In Love with a Monster" recibió respuestas positivas en su mayoría, con varios críticos notando una similitud entre el estilo musical del grupo femenino de 1960, The Supremes. Robbie Daw, de Idolator, señaló el parecido con los grupos de chicas de los años 60, como los Supremes, y comentó que "La habilidad vocal de Fifth Harmony brilla intensamente". En una revisión positiva, Joseph Earp de Renombrado para Sound dijo que la canción es un "testamento" a la "miríada de habilidades" del grupo en la que no se siente como una "película en efectivo". Él desarrolla al afirmar que esto era "tan rico y profundo" como cualquier cosa que el grupo ha lanzado alguna vez. Earp dio a la canción cuatro y una mitad fuera de la clasificación de cinco estrellas.
Escribiendo para Fuse, Jeff Benjamin comparó la "tuba en auge" con la canción de los años 60, "Big Spender" y llamó al coro "slick" y "repetitivo". Phillip Picardi de Teen Vogue escribió que la canción es "pegadiza y optimista, con un guiño a los años 60", de una cruza entre las primeras Pussycat Dolls y The Supremes. "Picardi termina su crítica afirmando que a pesar de las canciones anteriores del grupo como" Boss "y" Worth It ", que mantienen el impulso, esta canción es" todavía oro ".  Por el contrario, Chris DeVille de Stereogum fue crítico con la canción diciendo que se trataba de una "canción muda de la banda sonora y afirmó que la pista no se compara con los sencillos de Reflection."

## Videoclip
El vídeo musical debutó en la plaza de Times Square, en la ciudad de Nueva York el 27 de agosto de 2015. Más tarde se estrenó en Vevo el mismo día. Cada miembro del grupo representaban el papel de un personaje diferente. La decoración con temas de Halloween es común en todo el video. En una entrevista exclusiva entre bastidores con Entertainment Tonight, el grupo reveló que Camila interpretó a Margaret, Lauren imitó a Scarlett, Dinah interpretó a Cathy, Normani interpretó Suga y Ally a Mary Jane, todos personajes de la película. En el vídeo musical se imitan algunas escenas de la película animada.

## Listas de éxitos
| Lista                       | Posición más alta |
| --------------------------- | ----------------- |
| Bélgica (Ultratip Flanders) | 23                |

## Historial de Lanzamiento
| Región         | Fecha                | Formato                      | Discográfica | Ref.  |
| -------------- | -------------------- | ---------------------------- | ------------ | ----- |
| Mundo          | 14 de agosto de 2015 | Descarga digital · Streaming | Syco         | [ 8 ] |
| Estados Unidos | 18 de agosto de 2015 | Radio rítmica Contemporánea  | Syco         | [ 9 ] |